# Niklas Bachsleitner
Niklas Bachsleitner (Garmisch-Partenkirchen, 3 maggio 1996) è uno sciatore freestyle tedesco, specializzato nello ski cross.

## Biografia
Specialista dello ski cross e attivo in gare FIS dal novembre 2017, Bachsleitner ha debuttato in Coppa del Mondo il 16 febbraio 2019, giungendo 31º a Feldberg e ha ottenuto il suo primo podio il 23 gennaio 2021 a Idre Fjäll, classificandosi 3º nella gara vinta dal canadese Reece Howden. 
In carriera ha preso parte a una rassegna olimpica e a una iridata.

## Palmarès

### Coppa del Mondo
- Miglior piazzamento in classifica generale: 204º nel 2020
- Miglior piazzamento nella Coppa del Mondo di ski cross: 11º nel 2023
- 3 podi:
  - 3 terzi posti